# Wassili Iwanowitsch Poljakow
Wassili Iwanowitsch Poljakow (russisch Поляков, Василий Иванович; * 27. Novemberjul. / 10. Dezember 1913greg. in Leonidowka, Gouvernement Kursk, Russisches Kaiserreich; † 1. März 2003 in Moskau) war ein sowjetischer Politiker der Kommunistischen Partei der Sowjetunion (KPdSU), der unter anderem zwischen 1962 und 1964 Sekretär des Zentralkomitees (ZK) der KPdSU war.

## Leben
Wassili Iwanowitsch Poljakow arbeitete nach dem Schulbesuch zunächst in einem Kolchos und begann 1928 ein Studium an der Landwirtschaftshochschule in Woronesch. Nach dessen Abschluss war er zwischen 1933 und 1935 als Agronom in einer Maschinen-Traktoren-Station (MTS) tätig. Daraufhin begann er 1935 ein Studium am Leningrader Instituts für Journalismus „Wazlaw Wazlawowitsch Worowski“, welches er 1939 beendete. Noch vor Abschluss des Studiums wurde er 1938 stellvertretender Chefredakteur der Zeitung Социалистическое земледелие (Sozialistische Landwirtschaft) und war zugleich bis 1941 verantwortlicher Redakteur der Zeitung Советская Молдавия (Sowjetisches Moldawien). 1939 trat er als Mitglied der Kommunistischen Allunions-Partei (Bolschewiki) (WKP (B)) bei, aus der 1952 die Kommunistische Partei der Sowjetunion (KPdSU) hervorging. Zu Beginn des Deutsch-Sowjetischen Krieges wurde er 1941 Politoffizier in der Roten Armee an der Südfront und im Anschluss zwischen 1942 und 1946 Redakteur der Armeezeitung Крылья Советов (Sowjetische Flügel). 1946 wechselte er in die Redaktion der Parteizeitung Prawda und war dort bis 1960 Leiter der Landwirtschaftsabteilung, Mitglied des Redaktionskollegiums sowie zuletzt auch stellvertretender Chefredakteur. Im Anschluss fungierte er zwischen 1960 und November 1962 als Chefredakteur der Tageszeitung Сельская жизнь (Ländliches Leben).
Auf einem Plenum vom 31. Oktober 1961 wurde Poljakow Kandidat des Zentralkomitees (ZK) der KPdSU. Er war zudem zwischen 1962 und dem 16. November 1964 Leiter der ZK-Abteilung für Landwirtschaft sowie Mitglied der ZK-Kommission für Landwirtschaft. Auf einem ZK-Plenum wurde er am 23. November 1962 Mitglied des ZK und gehörte diesem Gremium bis zum 29. März 1966 an. Zugleich wurde er am 23. November 1962 Sekretär des Zentralkomitees (ZK) der KPdSU für Landwirtschaft und war als solcher zugleich bis zu seiner Ablösung durch Fjodor Dawydowitsch Kulakow am 16. November 1964 Vorsitzender der ZK-Kommission für Landwirtschaft. Darüber hinaus war er in der sechsten Legislaturperiode zwischen 1962 und 1966 auch Deputierter des Obersten Sowjets der UdSSR. Nach dem Verlust seiner Spitzenämter im ZK wurde er 1964 stellvertretender Chefredakteur der Экономической газеты (Wirtschaftszeitung) und übte diese Tätigkeit bis zu seiner Pensionierung 1984 aus.
Für seine Verdienste in der Sowjetunion wurde Wassili Poljakow mehrmals ausgezeichnet und erhielt unter anderem am 11. Januar 1958, am 4. Mai 1962 und am 9. Dezember 1963 den Leninorden, am 6. Juni 1945 den Rotbannerorden, am 27. Februar 1945 den Orden des Vaterländischen Krieges Erster Klasse, am 22. Juli 1944 und am 11. März 1945 den Orden des Vaterländischen Krieges Zweiter Klasse, am 9. Dezember 1983 den Orden des Roten Banners der Arbeit, am 13. Februar 1943 den Orden des Roten Sterns, am 25. Dezember 1959 die Medaille „Für heldenmütige Arbeit“ sowie ferner die Jubiläumsmedaille „Zum Gedenken an den 100. Geburtstag von Wladimir Iljitsch Lenin“, die Medaille „Für die Verteidigung des Kaukasus“, die Medaille „Sieg über Deutschland“, die Medaille „20. Jahrestag des Sieges im Großen Vaterländischen Krieg 1941–1945“, die Medaille „30. Jahrestag des Sieges im Großen Vaterländischen Krieg 1941–1945“, die Medaille „40. Jahrestag des Sieges im Großen Vaterländischen Krieg 1941–1945“, die Medaille „50 Jahre Streitkräfte der UdSSR“, die Medaille „60 Jahre Streitkräfte der UdSSR“ sowie die Medaille „70 Jahre Streitkräfte der UdSSR“.